# Collstrop (equipo ciclista)
El equipo Collstrop, conocido anteriormente como Robland o Isoglass, fue un equipo ciclista belga que compitió profesionalmente entre 1986 y 2000. En 2001 se fusionó con el equipo Palmans.
No se tiene que confundir con el equipo Cycle Collstrop.

## Corredor mejor clasificado en las Grandes Vueltas
| Año  | Giro de Italia   | Tour de Francia | Vuelta a España        |
| ---- | ---------------- | --------------- | ---------------------- |
| 1986 | -                | -               | -                      |
| 1987 | -                | -               | -                      |
| 1988 | 31.º Alfio Vandi | -               | -                      |
| 1989 | -                | -               | -                      |
| 1990 | -                | -               | 82.º Patrick Hendrickx |
| 1991 | -                | -               | -                      |
| 1992 | -                | -               | 78.º Paul Haghedooren  |
| 1993 | -                | -               | 95.º Danny In 't Ven   |
| 1994 | -                | -               | -                      |
| 1995 | -                | -               | -                      |
| 1996 | -                | -               | -                      |
| 1997 | -                | -               | -                      |
| 1998 | -                | -               | -                      |
| 1999 | -                | -               | -                      |
| 2000 | -                | -               | -                      |

## Principales resultados
- Circuito de Houtland: Hendrik Redant (1987), Etienne De Wilde (1994)
- Kuurne-Bruselas-Kuurne: Hendrik Redant (1988)
- Gran Premio Cholet-Pays de Loire: Laurent Desbiens (1992), Marc Bouillon (1993)
- Volta Limburg Classic: Erwin Thijs (1994), John van den Akker (1994)
- Gran Premio Guillermo Tell: Peter Verbeken (1993, 1995)
- Gran Premio de Denain: Jo Planckaert (1995)
- Nokere Koerse: Jo Planckaert (1995)
- Clásica de Almería: Jean-Pierre Heynderickx (1995)

### En las grandes vueltas
- Vuelta a España
  - 3 participacions (1990, 1992, 1993)
  - 1 victorias de etapa:
    - 1 al 1990: Benny Van Brabant

  - 0 clasificación final:
  - 0 clasificaciones secundarias:

- Tour de Francia
  - 0 participaciones

- Giro de Italia
  - 1 participacions  (1988)
  - 0 victoria de etapa:
  - 0 clasificación final:
  - 0 clasificaciones secundarias:

## Clasificaciones UCI
Hasta 1998 los equipos ciclistas se encuentroban clasificados dentro de la UCI en una única categoría. En 1999 la clasificación UCI por equipos se dividió entre GSI, GSII y GSIII. De acuerdo con esta clasificación los Grupos Deportivos II son la segunda división de los equipos ciclistas profesionales.
| Temporada | Clasificación por equipos | Mejor ciclista en la clasificación individual |
| --------- | ------------------------- | --------------------------------------------- |
| 1995      | 24º                       | Jo Planckaert (125è)                          |
| 1996      | 22º                       | Johan Capiot (48è)                            |
| 1997      | 49.º                      | Frank Høj (204è)                              |
| 1998      | 49.º                      | Tom Desmet (331è)                             |
| 1999      | 28º (GSII)                | Tony Bracke (382è)                            |
| 2000      | 26º (GSII)                | Geert Omloop (349è)                           |